# Épagneul tibétain
L'épagneul tibétain ou du Tibet est une race de petit chien originaire des montagnes de l’Himalaya.
Malgré son nom d'épagneul cette race ne fait pas partie de la catégorie des épagneuls car il ne peut pas être utilisé pour la chasse. On lui a donné ce nom pour sa ressemblance au cavalier King Charles.

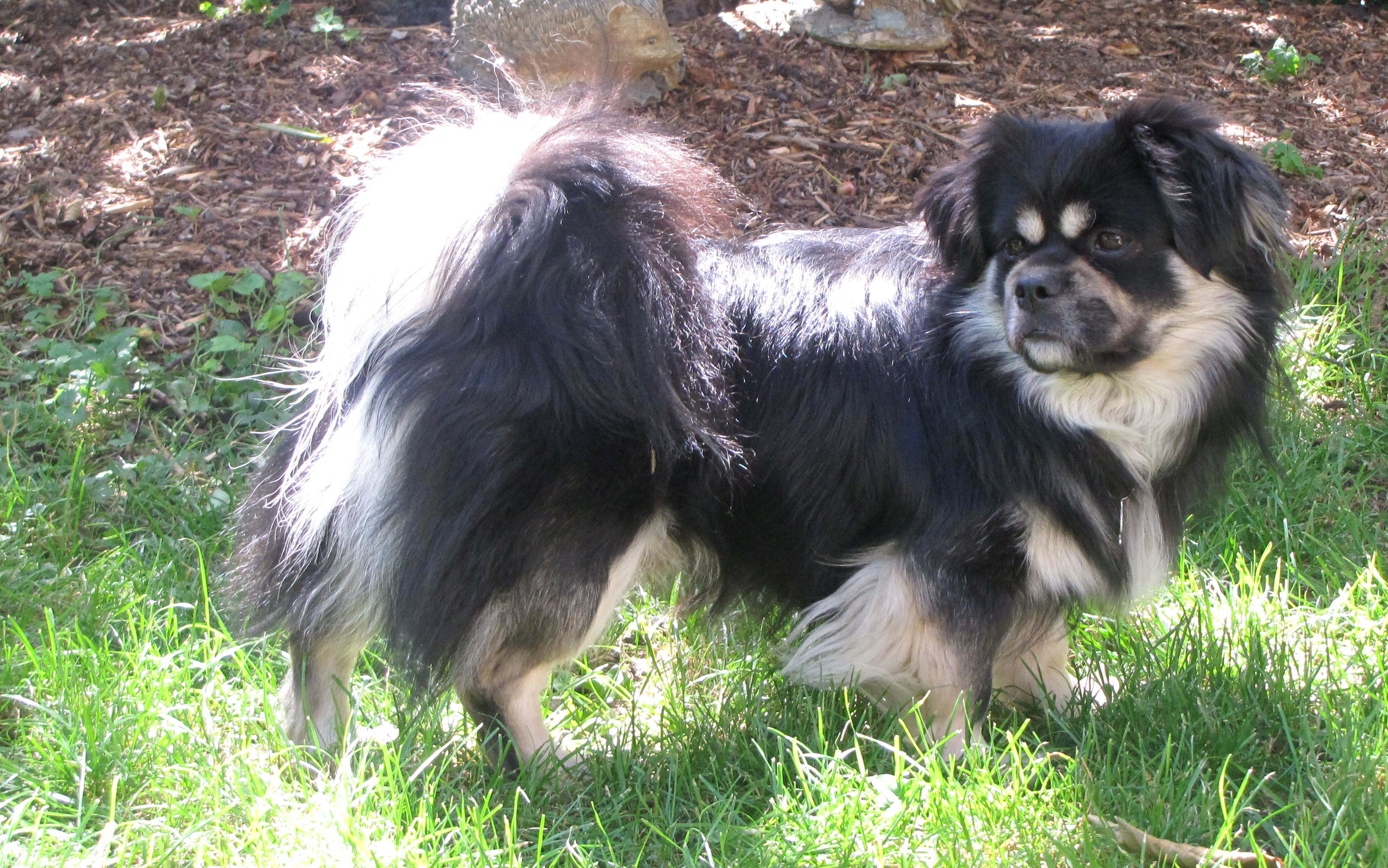
Photo d'un mâle épagneul du Tibet.

## Description
C'est un chien de petite taille bien proportionnée avec une longueur de corps un peu supérieure à la hauteur au garrot. Il possède des yeux de couleur brun foncé et un museau noir. Il existe toutes les couleurs de robe, le poil est de longueur moyenne et comporte un sous-poil. Sa queue est bien dotée en poils, elle est portée sur le dos en panache quand l'animal est en action. Cette race a une longévité d'environ 14 à 15 ans.

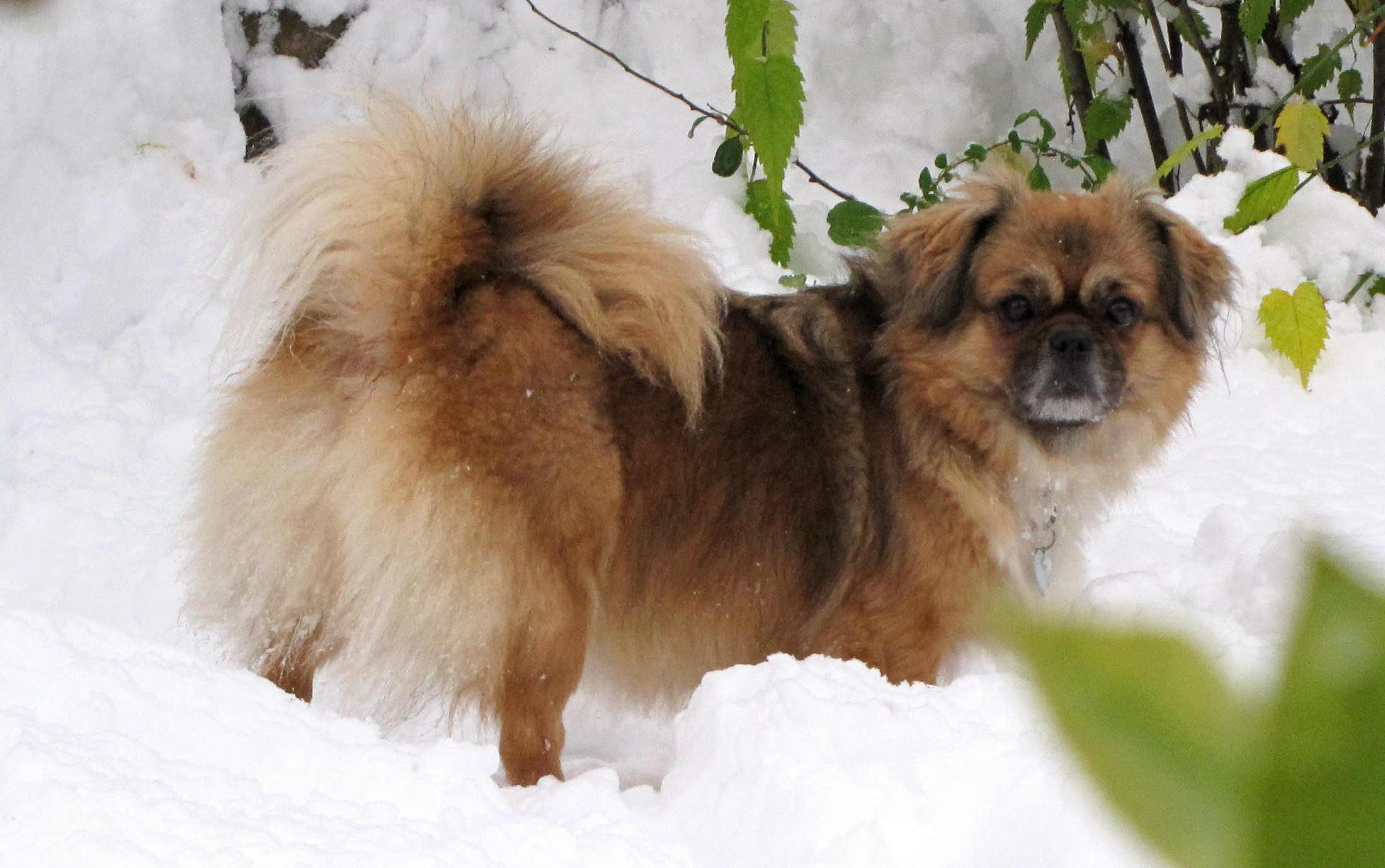
Photo d'une femelle épagneul du Tibet.

|             | Mâle  | Femelle |
| Taille (cm) | 25-26 | 22-24   |
| Poids (kg)  | 4-7   | 4-7     |

## Santé et entretien
L'épagneul du Tibet est un chien rustique qui n'a pas de problème particulier mis à part les tares oculaires (cataracte, luxation du cristallin...) et la luxation de rotule.
C'est un chien d’intérieur, qui peut vivre en maison individuelle ou en appartement. Cependant il a besoin de promenades régulières. Il n'a pas besoin d’être tondu car il perd ses poils tout seul, il a juste besoin d'un brossage régulier comme tous les chiens et d'un bain tous les 3 à 6 mois.

## Caractère

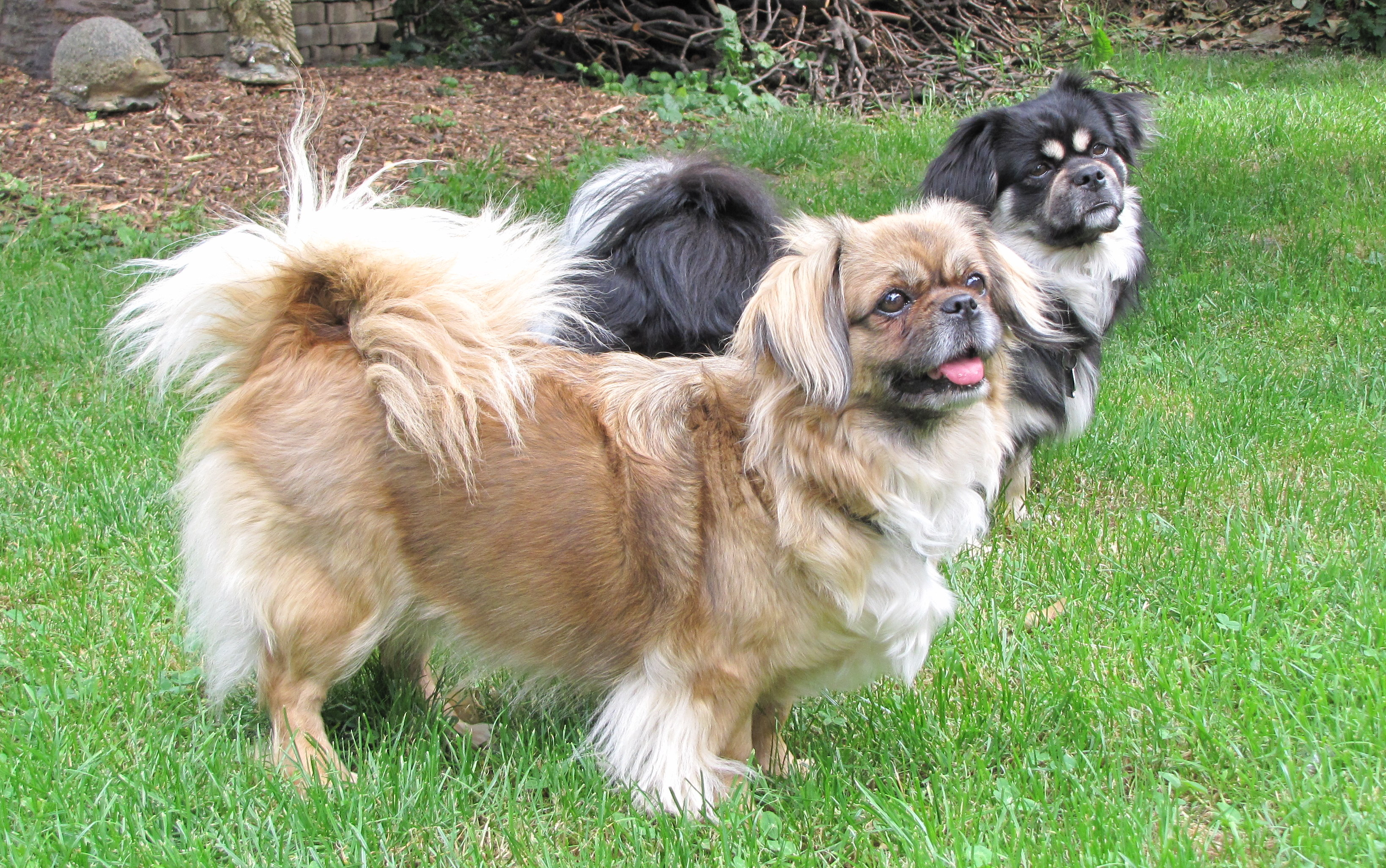
Photo de deux épagneuls du Tibet.

L'épagneul tibétain est un chien de compagnie gai, joueur, fidèle et très intelligent porté par son insatiable curiosité, il veut tout voir et tout savoir. Il est surnommé chien, chat, singe : chien pour son aspect, chat pour son agilité et singe pour les pitreries. C'est aussi un chien très sensible qui ressent nos émotions. 

## Historique
Le Tibet est le pays natal d'un grand nombre de races comme le Mastiff tibétain, le Lhasa Apso, le Shih-tzu ou encore le Terrier Tibétain. L'épagneul tibétain a été élevé depuis la fin de l’Antiquité dans les monastères tibétains, il a été amené en Grande-Bretagne par des missionnaires au début du XIXe siècle. On pense qu’il provient de croisements entre Pékinois, Carlin et épagneul japonais. Il est surnommé Tibbie par les passionnés,.